# Vendégízületesek
A vendégízületesek (Xenarthra) az emlősök osztályának egy öregrendje. Az ide tartozó fajok egyedeinek utolsó hát- és ágyékcsigolyáján a rendes ízületi nyúlványok mellett járulékos ízületi nyúlványok alakultak ki, és ezek vendégízületeket létesítenek. A vendégízületesek ősei Dél-Amerikában fejlődtek ki mintegy 95 millió éve, miután az Atlanti-óceán felnyílásának eredményeként a kontinens elszakadt Afrikától, és egy nagy szigetként elúszott. Mivel nincsenek közeli rokonságban egy más emlőssel sem, a méhlepényeseknek a vendégízületesek leszámításával kapott csoportja egy klád, neve Epitheria.

## Rendszerezés
Az öregrendbe az alábbi 2 rend és 8 család tartozik
- Páncélos vendégízületesek (Cingulata) - a rendbe 3 család tartozik
  - Pampatheriidae – kihaltak
  - Glyptodonfélék (Glyptodontidae) – kihaltak
  - Övesállatok vagy tatuk (Dasypodidae)

- Szőrös vendégízületesek (Pilosa) - a rendbe 2 alrend és 5 család tartozik
  - Lajhárok (Folivora)
    - Háromujjú lajhárfélék (Bradypodidae)
    - Kétujjú lajhárfélék (Megalonychidae)
    - Óriáslajhár-félék (Megatheriidae) – kihaltak

  - Hangyászok (Vermilingua)
    - Hangyászfélék (Myrmecophagidae)
    - Törpehangyászok (Cyclopedidae)

|               | Xenarthra                                                           |
|               |                                                                     |
| Boreoeutheria | \| \| Laurasiatheria \| \| \| \| \| \| Euarchontoglires \| \| \| \| |
|               | \| \| Laurasiatheria \| \| \| \| \| \| Euarchontoglires \| \| \| \| |
|               | Laurasiatheria                                                      |
|               |                                                                     |
|               | Euarchontoglires                                                    |
|               |                                                                     |

|  | Laurasiatheria   |
|  |                  |
|  | Euarchontoglires |
|  |                  |

|               | Xenarthra                                                           |
|               |                                                                     |
| Boreoeutheria | \| \| Laurasiatheria \| \| \| \| \| \| Euarchontoglires \| \| \| \| |
|               | \| \| Laurasiatheria \| \| \| \| \| \| Euarchontoglires \| \| \| \| |
|               | Laurasiatheria                                                      |
|               |                                                                     |
|               | Euarchontoglires                                                    |
|               |                                                                     |

|  | Laurasiatheria   |
|  |                  |
|  | Euarchontoglires |
|  |                  |